# Seznam operních pěvců a pěvkyň na Slovensku
Toto je seznam operních pěvců se slovenským původem ale taky zahraničních, kteří dlouhodobě působí nebo působili na Slovensku.
- Jméno, (rok narození–popřípadě rok úmrtí) – typ hlasu
- slovenský původ
  - zahraniční původ

## A
- Mária Adamcová (1930–) – mezzosoprán
- Lívia Ághová (1963–) – soprán

## B
- Ján Babjak (1968–) – tenor
- Martin Babjak (1960–) – baryton
- Štefan Babjak (1931–2008) – baryton
- Terézia Babjaková-Kružliaková viz písmeno K
- Linda Ballová (1981–) –  mezzosoprán
- Peter Bárd (1955–) – baryton
- Ľuba Baricová (1935–) – alt, mezzosoprán
- Helena Bartošová-Schützová viz písmeno S
- Pavel Baxa (1951–) – tenor
- Gustáv Beláček (1969–) – bas
- Jozef Benci (?–) – bas
- Stanislav Beňačka (1930–2003)
- Gabriela Beňačková (1947–) – soprán
- Marta Beňačková (1953–) –  mezzosoprán
- Peter Berger (1979) – tenor
- Oľga Bezačinská (1974–)
- Magdaléna Blahušiaková (1943–) – soprán
- Lenka Brázdilíková (1978–) – soprán
- Pavol Bršlík (1979–) – tenor
- Andrej Bystran (1925–2006) – bas

## C
- František Caban (1937–1991) – baryton

## Č
- Mikuláš Čabiňák (1940–1973) – bas
- Andrea Čajová (1981–) – soprán
- Daniel Čapkovič (1977–) – baryton

## D
- Andrea Danková (?–) – soprán
- Klaudia Račić Derner (Klaudia Dernerová) (1971–) – soprán
- Mikuláš Doboš (1949–) – bas
- Jaroslav Dvorský (1960–) – tenor
- Miroslav Dvorský (1960–) – tenor
- Pavol Dvorský (1954–) – baryton
- Peter Dvorský (1951–) – tenor

## Ď
- Ján Ďurčo (1963–) – baryton
- František Ďuriač (1959–) – bas

## E
- Mária Eliášová (1958–) – soprán

## F
- Monika Fabianová (?–) – mezzosoprán
- Jitka Sapara-Fischerová (?–) – mezzosoprán
  - Arnold Flögl (1885–1950) – bas
- Jolana Fogašová (1971–) – mezzosoprán
- Božena Fresserová (1947–) – soprán

## G
- Pavol Gábor (1932–2003) – tenor
- Lucia Ganzová (1925–) – soprán
- Imrich Gál (1910–1977) – baryton
- Ján Galla (1955–) – bas
- Etelka Gersterová-Gardoni (1855–1920)
- Edita Gruberová (1946–) – soprán
- Martin Gurbaľ (1974–) – bas

## H
- Ján Hadraba (1922–2000) – bas
- Magdaléna Hajóssyová (1946–) – soprán
- Denisa Hamarová (1975–) – mezzosoprán
- Bohuš Hanák (1925–2010) – baryton
- Božena Hanáková (1930–2018) – soprán
- Alojz Harant (1949–) – tenor
- Jozef Hatok (1920–1973)
- Sacha Hatala (1974–) – mezzosoprán a alt
- Mária Henselová (1972–) – mezzosoprán
- Elena Holičková (1955–) – soprán
- Štefan Hoza (1906–1982) – tenor
- Oľga Hromadová (1961–)
- Viera Hronská (1945–) – mezzosoprán
- Juraj Hrubant (1936–)
- Anna Hrušovská (1912–2006) – soprán
- Štefánia Hulmanová (1920–) – soprán

## I
- Lilla Izsófová (1942–) – soprán

## J
- Dušan Jarjabek (1953–) – baryton
- Aleš Jenis (1977–) – baryton
- Dalibor Jenis (1966–) – baryton
- Eva Jenisová (1963–) – soprán
  - Iveta Jiříková (?–) – soprán

## K
- Peter Kellner (1990–) – tenor
  - Helena Kaupová (?–) – soprán
- Mária Kišonová-Hubová (1915–2004) – soprán
- Elena Kittnarová (1931–2012) – soprán
- Oto Klein (Otokar) (1974–) – tenor
- Anna Kľuková (1951–) – soprán
- Štefan Kocán (1972-) – bas
- Vojtech Kocián (1937–) – tenor
- Adriana Kohútková (1966–) – soprán
- Jozef Konder (1926–2008) – tenor
- Milan Kopačka (1932–2021) – tenor
- Sergej Kopčák (1948–) – bas
- Terézia Kružliaková (Terézia Babjaková-Kružliaková) (?–) – mezzosoprán
- Alojz Kubíček (1928–2007)
- Vladimír Kubovčík (1953–) – bas
- Adriana Kučerová (1976–) – soprán
- Jozef Kuchár (1928–2009) – baryton
- Jozef Kundlák (1956–) – tenor
- Ružena Kustrová-Pichlerová (1910–2000) – alt
- Elena Kušnierová (1952–) – soprán

## L
- - Sergej Larin (1956–2008) – tenor
  - Lilia Larinová (1958–) – soprán
- Michal Lehotský (1973–) – tenor
- Helena Likérová (1925–) – soprán
- František Livora (1936–) – tenor
- Ladislav Longauer (1919–2004)- baryton
- Ľudovít Ludha (1964–) – tenor

## M
- Martin Malachovský (1968–) – bas
- Ondrej Malachovský (1929–2011) – bas
- Svätopluk Malachovský (?–) – baryton
- Mária Malátková (1944–1983) –
- Štefan Márton (1911–1979) – tenor
- Juraj Martvoň (1921–1991) – baryton
- Anna Martvoňová (1922–1990) –
- Iveta Matyášová (1967–) – soprán
- Pavol Mauréry (1935–2017) – baryton
- Marka Medvecká (1916–1990) –
- Marta Meierová (1920–2013) – soprán
- Katarína Mereššová (1930–2020) – soprán
- Alžbeta Michálková (1946–) – mezzosoprán
- Peter Mikuláš (1954–) –  bas
- Magdaléna Móryová (1905–2001) –
- Mária Murgašová (1935–) – soprán

## N
- Ladislav Neshyba (1955–) – bas

## O
- Peter Oswald (1946–) – tenor
  - Gurgen Ovsepjan (1955–) – tenor
- Ivan Ožvát (1959–) – tenor

## P
- Gustáv Papp (1919–1997) – tenor
- Eliška Pappová (1940–) – soprán
- Igor Pasek (1964–) – tenor
- Mária Peršlová (1890–1949) – alt
- Juraj Peter (1963–) – bas
- Rudolf Petrák (1917–1972) – lyrický tenor
- Viera Petrušková (1920–) – soprán
- Mariana Pillárová (?–) – soprán
- Lucia Poppová (1939–1993) – soprán

## R
- Július Regec (1925–)
- Pavol Remenár (1974–) – baryton
- Ľubica Rybárska (1958–2024) – soprán

## S
- Juraj Sanitra (1934–) – tenor
- Roman Schausch (1964–) – bas
- Viera Schausch (1958–) – soprán
- Milan Schenko (1938–1998) – baryton
- Emil Schütz (1910–1999) – baryton
- Helena Bartošová-Schützová (1905–1981) – soprán
- Alena Mária Stopková (1950–) – soprán
- Daniela Straková-Šedrlová (?–) – soprán
- Erika Strešnáková (?–) – soprán
- Šimon Svitok (1972–) baryton
- Gabriel Szakál (1945–) – tenor

## Š
- Eva Šeniglová (1959–) – soprán
- Boris Šimanovský (1930–) – bas
- Igor Šimeg (1957–) – tenor
- Denisa Šlepkovská (?–) – mezzosoprán
- Juraj Šomorjai (1933–) – bas
- Simon Šomorjai (1968–) – tenor
- Ľudmila Šomorjaiová (1936–) – soprán
- Jozef Špaček (1935–) – bas
- Aleš Šťáva (?–) – bas
- Peter Šubert (1950–) – baryton
- Gréta Švercelová (1947–) – soprán
- Eva Šušková (1979–) – soprán

## T
- Yvetta Tannenbergerová (1968–2012) – soprán

## U
- František Urcikán (1935–)

## V
- Karola Vajdová (1919–1968) – soprán
- Jana Valášková (1956–) – soprán
- Michaela Várady (1976–) – soprán
- Ľubica Vargicová(1968–) – soprán
- Jarmila Vašicová (1935–1996) – soprán
- Zoltán Vongrey (?–) – baryton
- Ludmila Vyskočilová (1935–) – mezzosoprán

## W
- Jarmila Winklerová (1905–1983) –

## Z
- Ján Zemko (1939–) – tenor
- František Zvarík (1921–2008)–
- Slávka Zámečníková (1991–) – soprán
- Janette Zsigova  (1977–)